# Международна олимпиада по руски език
Международна олимпиада по руски език (на руски: Международная олимпиада по русскому языку) е най-престижното състезание по руски език, в което всяка година участват стотици ученици от цял свят, изучаващи руски. Състезанието се провежда в Москва, Русия.
Олимпиадата включва два кръга – първият е тест по руски език, а вторият е беседване с представители на Института за руски език. Те проверяват основните познания на участниците по слушане, говорене, писане и разбиране.
На I Международна олимпиада по руски език участват 75 ученици от 15 страни. На XII Олимпиада вземат участие 306 ученици от 36 страни на три континента (14 от които от ОНД).

## История

### Международна олимпиада по руски език 2001
Между 25 и 30 юни 2001 г. в Държавния институт за руски език организира X Олимпиада под егидата на Международната асоциация на преподавателите по руски език (МАПРЕ) и Министерството на образованието на Русия. На нея вземат участие 258 ученици от 40 страни, като всички те са победители на национални олимпиади в страните си по руски език.
В тази година има шест абсолютни победители, получили максималния брой точки и показали най-дълбоки знания. За тях Министерството на образованието на Русия дава право да постъпят в руски университети с поета пълна издръжка.

### Международна олимпиада по руски език 2004
Организатори са Държавният институт за руски език, Международната асоциация на преподавателите по руски език (МАПРЕ) и Министерството на образованието на Русия. Участват 320 ученици от цял свят.
Всички участници на олимпиадата се делят на две възрастови групи (до 14 години нагоре) и на няколко подгрупи в зависимост от това колко време са изучавали руски.
За разлика от предходни години в тази олимпиада има и отделна група за децата, които имат родител руснак и за които руският се явява роден. На изпита „Устна реч и четене“ им се предоставят специално приготвени билети, а на изпита „Страна и култура“ получават еднакви теми с останалите участници. Класиранията също са отделни.

### Международна олимпиада по руски език 2008
Между 22 и 29 юни 2008 г. в Москва в Държавния институт за руски език „Ал. С. Пушкин“ се дровежда XII Международна олимпиада за ученици по руски език в рамките на федералната целева програма „Руски език 2006 – 2010“ и под егидата на Международната асоциация на преподавателите по руски език. На тази олимпиада е и най-големият успех за България – Деница Дзипалска става абсолютен победител във възрастовата си група. 
Изпитите са подобни на тези от предходните години, а съчинението е свободноизбираемо, но точките, получени от него, се прибавят към общия резултат.

### Международна олимпиада по руски език 2014
На 6 юни, 215-ата годишнина от раждането на Пушкин, в Москва е открита XIII Международна олимпиада по руски език. Участие в нея вземат ученици от 29 страни. Между 7 и 9 юни се провеждат основните съревнования – писмени и устни изпити, странознание, а в тази година съчинението, което в предходните издания не е задължително, но се прибавя към общия брой точки, е заменено от специална презентация на всеки участник по избрана от него тема. Олимпиадата е закрита на 11 юни
XIII Международна олимпиада има някои интересни факти:
- Най-младата участничка е представителката на Франция Анне Маршал, която е на 12 години;
- Специално внимание е обърнато на българския скулптор Любомир Григоров, който подарява на Института „Пушкин“ бюст на поета патрон, направен от хартия по специалната технология Zn Art;
- Най-многочисленият отбор на тази олимпиада е този на Румъния. Той е съставен от 18 ученици;
- Швейцария участва за първи път на Международна олимпиада по руски език.

## България на олимпиадата
През 2008 г. Деница Дзипалска става първият ни абсолютен победител на XII Международна олимпиада по руски език. На друга международна олимпиада ученикът Иван Димитров от ОМГ заема седмо място в общото класиране в категорията „Руски като чужд език (Русский как иностранный) (12 – 14 лет)“, а възпитаничката на СОУПЧЕ „Александър С. Пушкин“ във Варна заема четвърто място и получава специалната премия, предвидена за първите пет ученици, от международната комисия, която представлява безплатно обучение в руските ВУЗ-ове с пълна стипендия.
Националният ни отбор през 2014 г. е съставен от петима ученици от 73 СОУ „Владислав Граматик“, 133 СОУ „Александър С. Пушкин“ и СОУ „Вичо Грънчаров“ – Горна Оряховица.

## Витрина

### XIII Международна олимпиада по руски език
Класиране на първите десет ученици, станали абсолютни победители през 2014 г. в категория „Русский как иностранный“.
| №  | Име                      | Държава     |
| -- | ------------------------ | ----------- |
| 1  | Дана Акилбаева           | Казахстан   |
| 2  | София Анна-Мария Ферцади | Румъния     |
| 3  | Едгарс Цебакс            | Латвия      |
| 4  | Гусейн Аббасов           | Азербайджан |
| 5  | Юйхань Мэй               | Китай       |
| 6  | Себастиан Пфан           | Австрия     |
| 7  | Надира Рахимова          | Таджикистан |
| 8  | Каролина Синкевич        | Литва       |
| 9  | Андреа Мариучи           | Италия      |
| 10 | Михайло Илич             | Сърбия      |

Легенда     България

### XII Международна олимпиада по руски език
Класиране на първите за възрастова група 15 – 18 години на XII Международна олимпиада в категория Руски като чужд език (Русский как иностранный).
| №  | Име                 | Държава       |
| -- | ------------------- | ------------- |
| 1  | Деница Дзипалска    | България      |
| 2  | Серине Мисян        | Армения       |
| 3  | Светлана Судник     | Беларус       |
| 4  | Тея Чагуа           | Грузия        |
| 5  | Лу Цясин            | Китай         |
| 6  | Ким Джин Хек        | Северна Корея |
| 7  | Елеонора Юрлайц     | Литва         |
| 8  | Дмитрий Шмидт       | Полша         |
| 9  | Драгана Василевич   | Сърбия        |
| 10 | Александра Терехина | Узбекистан    |
| 11 | Анна Лисник         | Молдова       |
| 12 | Джулия Ванг         | Франция       |

### XI Международна олимпиада по руски език
Класиране на първите десет ученици във възрастовата категория 15 – 18 години на XIII Международната олимпиада по руски език 2004 (в категория Руски като чужд език – Русский как иностранный.
| № | Име           | Държава       |
| - | ------------- | ------------- |
| 1 | Хон Вон Джик  | Северна Корея |
| 2 | Полина Довнар | Беларус       |
| 3 | Анна Тодирел  | Молдова       |
| 4 | Петер Били    | Чехия         |
| 5 | Виктория Лумо | Естония       |
| 6 | Яна Таперте   | Латвия        |
| 7 | Сара Уилсън   | САЩ           |